# タシュクルガン鎮
タシュクルガン鎮（英語：Tashkurgan、ウイグル語：تاشقورغان بازىرى/Ташқурган、サリコル語：tɔʃqyrʁɔn buzur、タジク語：Тошқўрғон、中国語：塔什庫爾干鎮/Tǎshíkùěrgān zhèn）は、中華人民共和国新疆ウイグル自治区カシュガル地区タシュクルガン・タジク自治県の鎮。

## 名前
タシュクルガンは、「石の砦」又は「石の塔」を表すチュルク語族。
古い中国語名は「石頭城/Shítouchéng)」。
公式の綴りは「Taxkorgan」だが、「Tashkorgan」「Tashkurghan」とも綴られる。
ウイグル語アラビア文字表記で「تاشقۇرغان」、ウイグル語ラテン文字表記で「Tashqurghan baziri」と綴る。
「Sarikol」(سريكال)又はSariqol(سرقول)(ساريق قول)とも呼ばれた。

## 歴史

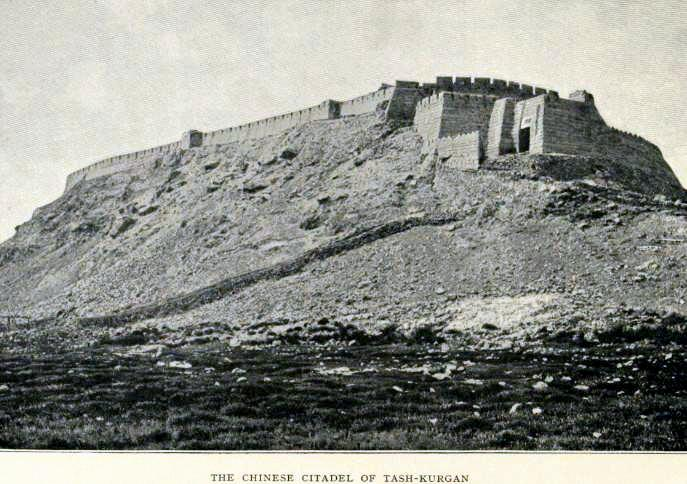
1909年の砦

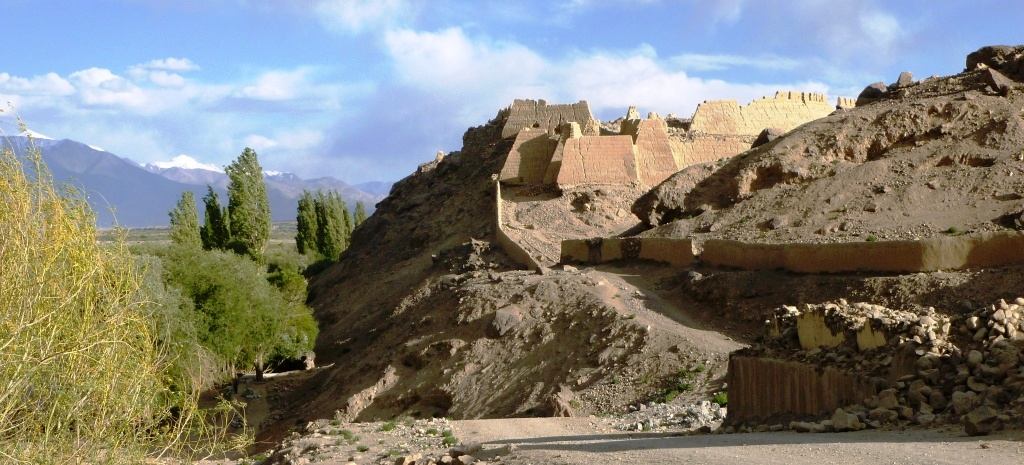
2011年の砦の遺跡

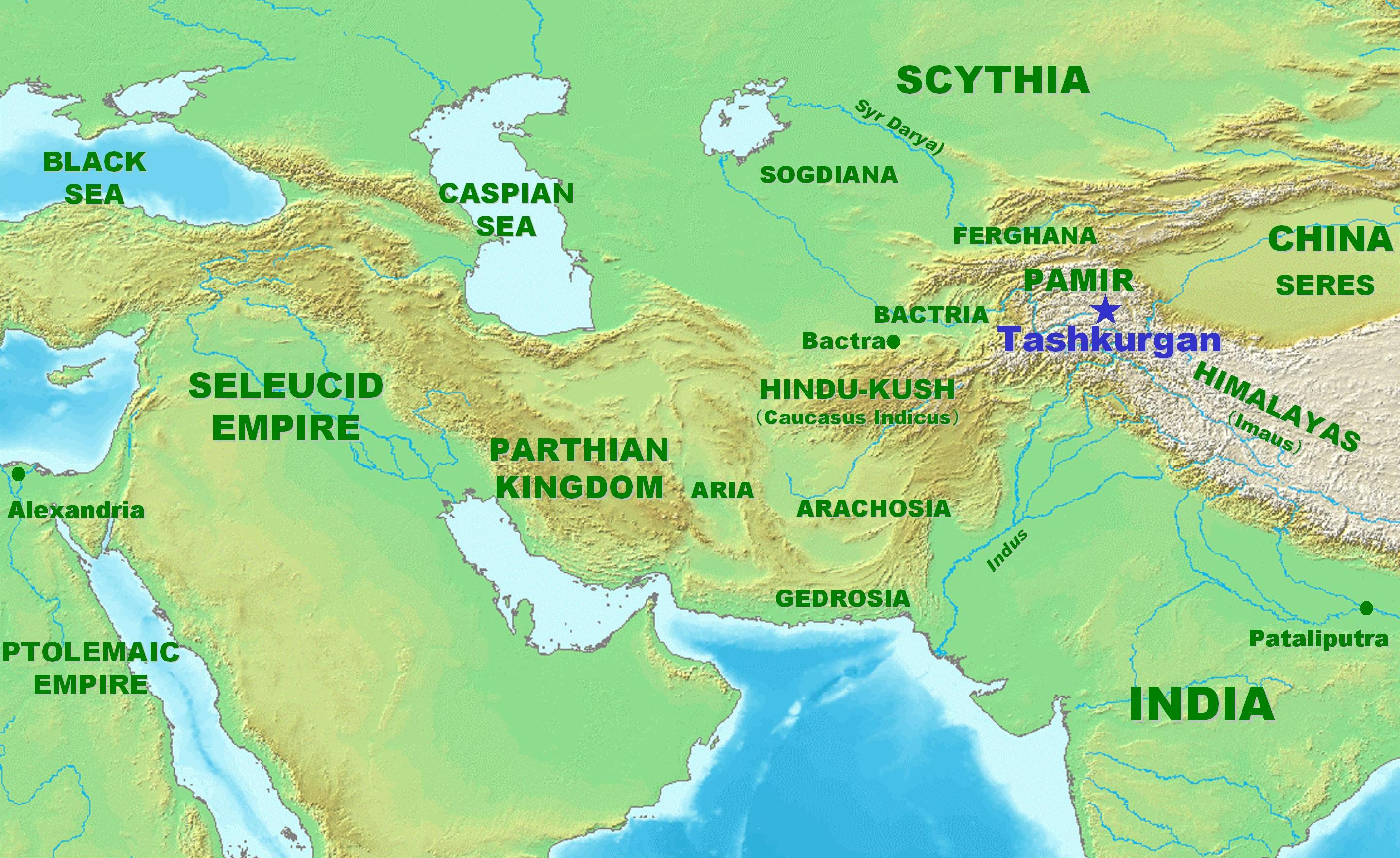
タシュクルガンをプトレマイオスの「石の塔」と考える学者も多い。東西の隊商がここで出会った。

タシュクルガンはシルクロードの中継地として長い歴史を持つ。
北にはカシュガル、東にはカルギリク、西にはバダフシャーンとワハーン、南西にはチトラルとフンザと繋がっている。
『漢書』と『後漢書』によると、約2000年前の漢代にはタシュクルガンは蒲犁(Puli)王国の中心地だった。
後にVarshadehと呼ばれるようになった。
『魏略』によると、タシュクルガンには満犁(Manli)王国が存在した。
クラウディオス・プトレマイオスは、「タシュクルガンは石の塔を表し、ヨーロッパと中国の中間地点である」と述べた。
しかし他にも3カ所中間地点の候補となる「石の塔」が存在する。
数世紀後、パミール高原サリコル(色勒庫爾、Sarikol)王国の首都が置かれた。後にペルシア帝国の「朅盤陀(Khabandha)」になった。
500年頃、バダフシャーンからホータン王国に向かう宋雲が通過した。
649年頃、同様に玄奘三蔵が通過した。
元時代には、町の北東部に王妃城と呼ばれる要塞が有った。火寺遺跡は要塞の近くに有った。
20世紀初頭に訪れたオーレル・スタインは、タシュクルガンが過去の記録の通りに残っていると述べた。

## 地理
タシュクルガン・タジク自治県の県都であり、アフガニスタンとタジキスタンの国境地域の標高約3090m地帯に有る。
キルギスやパキスタンとの国境にも近い。
羊や羊毛、絨毯等の羊毛製品の市場が開かれる。
住民の多くがタジク族でサリコル語を話すが、ワハン語を話す村も有る。
標準中国語やウイグル語も通じる。
タシュクルガン川は紅其拉甫口岸（クンジュラブ峠）のすぐ北から始まり、カラコルム・ハイウェイの北を並走し、タシュクルガンのすぐ北で東に曲がり、タリム盆地でヤルカンド川に合流する。

## 気候
寒い砂漠気候(BWk)に属し、長くとても寒い冬と、涼しい夏が特徴。
月間平均気温は1月が最低で-11.9℃、7月が最高で16.4℃で、年間平均気温は3.58℃。
年間平均降水量は68mmに過ぎない。
| タシュクルガン(1971−2000)の気候 | タシュクルガン(1971−2000)の気候 | タシュクルガン(1971−2000)の気候 | タシュクルガン(1971−2000)の気候 | タシュクルガン(1971−2000)の気候 | タシュクルガン(1971−2000)の気候 | タシュクルガン(1971−2000)の気候 | タシュクルガン(1971−2000)の気候 | タシュクルガン(1971−2000)の気候 | タシュクルガン(1971−2000)の気候 | タシュクルガン(1971−2000)の気候 | タシュクルガン(1971−2000)の気候 | タシュクルガン(1971−2000)の気候 | タシュクルガン(1971−2000)の気候 |
| 月                              | 1月                             | 2月                             | 3月                             | 4月                             | 5月                             | 6月                             | 7月                             | 8月                             | 9月                             | 10月                            | 11月                            | 12月                            | 年                              |
| ------------------------------- | ------------------------------- | ------------------------------- | ------------------------------- | ------------------------------- | ------------------------------- | ------------------------------- | ------------------------------- | ------------------------------- | ------------------------------- | ------------------------------- | ------------------------------- | ------------------------------- | ------------------------------- |
| 最高気温記録 °C （°F）          | 6.5 (43.7)                      | 12.2 (54)                       | 18.9 (66)                       | 22.0 (71.6)                     | 25.1 (77.2)                     | 31.0 (87.8)                     | 32.5 (90.5)                     | 31.4 (88.5)                     | 27.8 (82)                       | 22.7 (72.9)                     | 14.3 (57.7)                     | 10.5 (50.9)                     | 32.5 (90.5)                     |
| 平均最高気温 °C （°F）          | −4.2 (24.4)                     | −1 (30)                         | 6.0 (42.8)                      | 12.8 (55)                       | 16.7 (62.1)                     | 20.5 (68.9)                     | 23.7 (74.7)                     | 23.3 (73.9)                     | 18.6 (65.5)                     | 11.6 (52.9)                     | 4.8 (40.6)                      | −1.9 (28.6)                     | 10.9 (51.6)                     |
| 日平均気温 °C （°F）            | −11.9 (10.6)                    | −8.2 (17.2)                     | −0.5 (31.1)                     | 6.1 (43)                        | 9.8 (49.6)                      | 13.3 (55.9)                     | 16.4 (61.5)                     | 16.0 (60.8)                     | 11.4 (52.5)                     | 4.0 (39.2)                      | −3.4 (25.9)                     | −10.0 (14)                      | 3.6 (38.5)                      |
| 平均最低気温 °C （°F）          | −18.6 (−1.5)                    | −15.3 (4.5)                     | −7.3 (18.9)                     | −0.8 (30.6)                     | 3.1 (37.6)                      | 6.4 (43.5)                      | 9.4 (48.9)                      | 8.8 (47.8)                      | 3.5 (38.3)                      | −3.8 (25.2)                     | −10.8 (12.6)                    | −16.6 (2.1)                     | −3.5 (25.7)                     |
| 最低気温記録 °C （°F）          | −40.1 (−40.2)                   | −36.0 (−32.8)                   | −25.7 (−14.3)                   | −11.5 (11.3)                    | −5.6 (21.9)                     | −1.0 (30.2)                     | 2.2 (36)                        | −0.2 (31.6)                     | −5.0 (23)                       | −12.2 (10)                      | −23.3 (−9.9)                    | −31.5 (−24.7)                   | −40.1 (−40.2)                   |
| 降水量 mm （inch）              | 3.2 (0.126)                     | 2.6 (0.102)                     | 2.4 (0.094)                     | 4.8 (0.189)                     | 8.0 (0.315)                     | 15.5 (0.61)                     | 11.3 (0.445)                    | 9.6 (0.378)                     | 6.0 (0.236)                     | 2.1 (0.083)                     | 0.7 (0.028)                     | 2.0 (0.079)                     | 68.2 (2.685)                    |
| 平均降水日数 （≥0.1 mm）        | 2.1                             | 2.4                             | 2.2                             | 2.5                             | 5.1                             | 6.8                             | 6.2                             | 4.6                             | 2.9                             | 1.7                             | 0.5                             | 1.6                             | 38.6                            |
| 出典：Weather China             |                                 |                                 |                                 |                                 |                                 |                                 |                                 |                                 |                                 |                                 |                                 |                                 |                                 |

## カラコルム・ハイウェイ

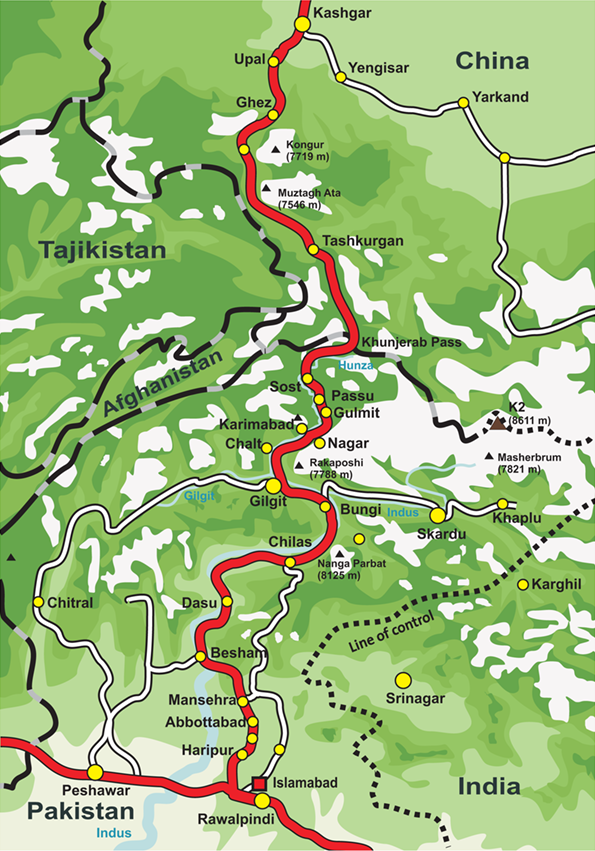
カラコルム・ハイウェイの全体像

現在のタシュクルガンは、中国とパキスタンを結ぶカラコルム・ハイウェイが通る。
雪の多いクンジュラブ峠を日中に通るために、宿泊施設が充実している。
入域前に警察による特別登録が必要で、中国人は地元の警察からも許可が必要。
カシュガル市の約230km南にあり、国境の手前の最後の都市である。
更に約120km南下すると、国境のクンジュラブ峠を越えてパキスタン側のスストに達する。
クンジュラブ峠は5月1日～10月15日しか通れず、長い冬には雪で閉ざされる。